# スパニッシュ・マスティフ
スパニッシュ・マスティフ（英：Spanish Mastiff）とは、スペイン原産の護蓄用犬種である。別名マスティン・エスパニョール（西：Mastin Español）、マスティン・デ・ラ・マンチャ（西：Mastin de la Mancha）。

## 歴史
紀元前2000年頃に、フェニキア人がもたらしたモロサスタイプの犬種が基になっていて、これを護蓄用の犬種として改良し、土着の犬種と交配させて作られたと考えられている。主に家畜を狼や泥棒から守るのに使われていたが、力が強いため、イノシシ狩りにもよく使われた。第二次世界大戦が起こった際には大きな被害を受けたが、愛好家の手によって保護されていたために、絶滅せずに生き残ることが出来た。
戦後は優しい性格をより引き出すための改良が行われ、ペットやショードッグとしても飼われるようになった。FCIに公認されてからは、スペイン国外にも輸出されるようになり、各地で犬種クラブも設立された。現在本種はスペインの国犬として指定され、原産国内では人気のある犬種である。しかし、体格の大きさなどから敬遠されがちで、国外ではあまり多く飼育されていないのが現状である。
なお、本種は日本でも飼育されていて、国内登録も数年に一度行われている。2009年度の国内登録頭数順位は136位中136位と最下位の犬種の一つであった（09年度の登録頭数順位が最下位の犬種は本種を含め9犬種存在する）。この年度の1胎に続き、翌2010年に誕生した2胎が最新であり、3胎いずれも日本生まれ3世代目の仔犬たちである。
原産国スペインでは、日本での「秋田犬」あたりに位置付けられる定番犬種であるが、日本国内では、これまでも、これからもまだまだ稀少であることは確かである。スペイン国内でも稀少犬種である「ピレニアン・マスティフ」と並び、世界での知名度が高い「レア大型犬種」であるが、日本国内での繁殖において、これから先も苦戦が続くであろうことも、2種で並んでいる問題である。

## 特徴
デューラップ（のど下のたるみ）や皮膚のたるみが大きく、頭部も大きく幅が広い。マズルは短めで、アゴの力は強靭である。どっしりとした筋肉質の体格で、耳は垂れ耳、尾はふさふさした垂れ尾。ショートコートで、毛色はフォーンやクリームの単色やブリンドル、まれにホワイトのパッチやブラックマスクがあるものがある。体高72～82cm、体重55～80kgを超えることもある大型犬で、性格は温厚で優しいが、家族に危機が迫った時には勇敢に立ち向かう。又、主人家族に甘えるのが大好きである。成長が早く、生後6～8ヶ月で体重が45kgほどに達する。成犬としての美しき「完成」までには4～5年かかると考えなければならないが、太らせ過ぎは要注意である。高体重＝美しい、威厳があり魅力的、などということは決してない。性格が良く、運動量もあまり多く必要としないため、飼育は難しいわけではないが、力が非常に強いので、きちんと管理できる人間が飼育の中心となるべき（女性中心の飼育は不可）である。食事量が多いため「食費」、身体（体重）が大きいため、いざという場合の「薬・麻酔代」も覚悟して飼育するべきである。
かかりやすい病気は、大型犬種ではありがちな股関節形成不全や関節疾患などがあるが、体重の過増加や無理な運動などによる、後天的な要因で悪化する場合もあるので、飼育には基本的な注意が必要である。特に肥満は心臓疾患，無理な運動は脚・腰への負担のみならず、胃捻転にもつながってしまう。また、原産国と違い、多湿な日本では、マスティフ系に多く見られる、夏の熱中症にも充分に注意をはらう必要がある。心臓、胃捻転、熱中症は、本犬種の3大死亡要因とも言えるが、飼育上での注意で防ぐことが可能である。

## 参考
- 『犬のカタログ2004』（学研）中島眞理 監督･写真
- 『日本と世界の愛犬図鑑2007』（辰巳出版）佐草一優監修
- 『デズモンド・モリスの犬種事典』デズモンド・モリス著書、福山英也、大木卓訳 誠文堂新光社、2007年
- 『日本と世界の愛犬図鑑2009』（辰巳出版）藤原尚太郎編･著